# Великий Ванненгорн
Великий Ванненгорн (нім. Gross Wannenhorn) — це гора висотою 3 906 м.н.м. в Бернських Альпах, розташована в кантоні Вале неподалік від селища Фіш.
З вершини відкривається чудовий краєвид на альпійські чотиритисячники на північ, а на південь, через долину Рони — на Пеннінські Альпи (місцева назва — Валлійські Альпи).

## Опис
Великий Ванненгорн розташований на хребті, утвореному групою гір під загальною назвою Валійські Фішергорни (нім. Walliser Fiescherhörner), та є найвищою горою цієї групи. Група з трьох сторін (крім півдня) оточена льодовиками, зокрема двома найбільшими льодовиками Альп: Алеч на захід та Фішер на схід. На північний захід лежить льодовикове поле Конкордіаплац. На північ від групи розташована гора Ґрюнгорн, відділена сідловиною Ґрюнгорнлюке (3 280 м.н.м.)
Валійські Фішерхорни не слід плутати з розташованими на північ від гори чотиритисячниками Заднім та Великим Фішергорном.
Сама гора має два піки — обривчастий північний та більш плаский південний. Східна сторона гори майже повністю покрита льодовиками; а західна є значно крутішою, і тому переважно вільна від льоду, крім декількох крижаних полів, а її стіни падають у льодовик Великий Алеч. На півдні від гори веде гребінь через Ванненгорнзаттель (3 669 м.н.м.) до дещо нижчого Малого Ванненгорну {3 707 м.н.м.). Прямим північним «сусідом» є гора Шонбюльгорн {3 854 м.н.м.).

## Альпінізм

### Історія підкорення
Перше підкорення гори було здійснено 06 серпня 1864 Готлібом Штудером та Рудольфом Ліндтом з гідами Каспаром Блаттером та Петером Зульцером, які пройшли по східному схилу. Оскільки спускалися вони по західній стороні, одночасно це було і першим переходом через гору в напрямку схід-захід.
Маршрут по північно-західному гребеню вперше був пройдений в серпні 1922 р., по південно-східному гребеню — в 1907 році при підйомі та в 1919 році — при спуску.

### Маршрути
Сучасний стандартний маршрут (найлегший підйом) веде від гірського прихистку нім. Finsteraarhornhütte (3 048 м.н.м.) по північно-східному схилу та східному гребеню. До прихистку можна дістатися від селища Фіш (1 049 м.н.м.). Від прихистку проходять по льодовику Фішер та піднімаються по льодовиковому басейну, місцями дуже покритому розколинами, потім по фірнах до вершини. Взимку та на початку року цей маршрут є популярним серед лижних альпіністських турів. Важкість маршруту оцінюється як WS (незначно складний) за шкалою SAC.
Північно-західний гребінь від Шонбюльгорну є найважчою ділянкою маршруту повного переходу через Валійські Фішергорни в напрямку північ-південь і має важкість ZS+, а спуск по південно-східному гребеню має важкість ZS (шлях іду від південного Ваннергорнзаттеля через маленький льодовик Ванненгорн, а далі під скельними уламками на Алецькому льодовику.

## Галерея

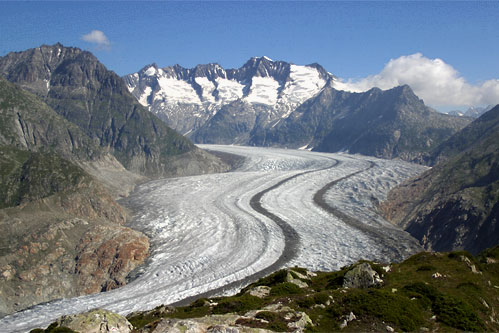
Великий Ванненгорн над Алецьким льодовиком
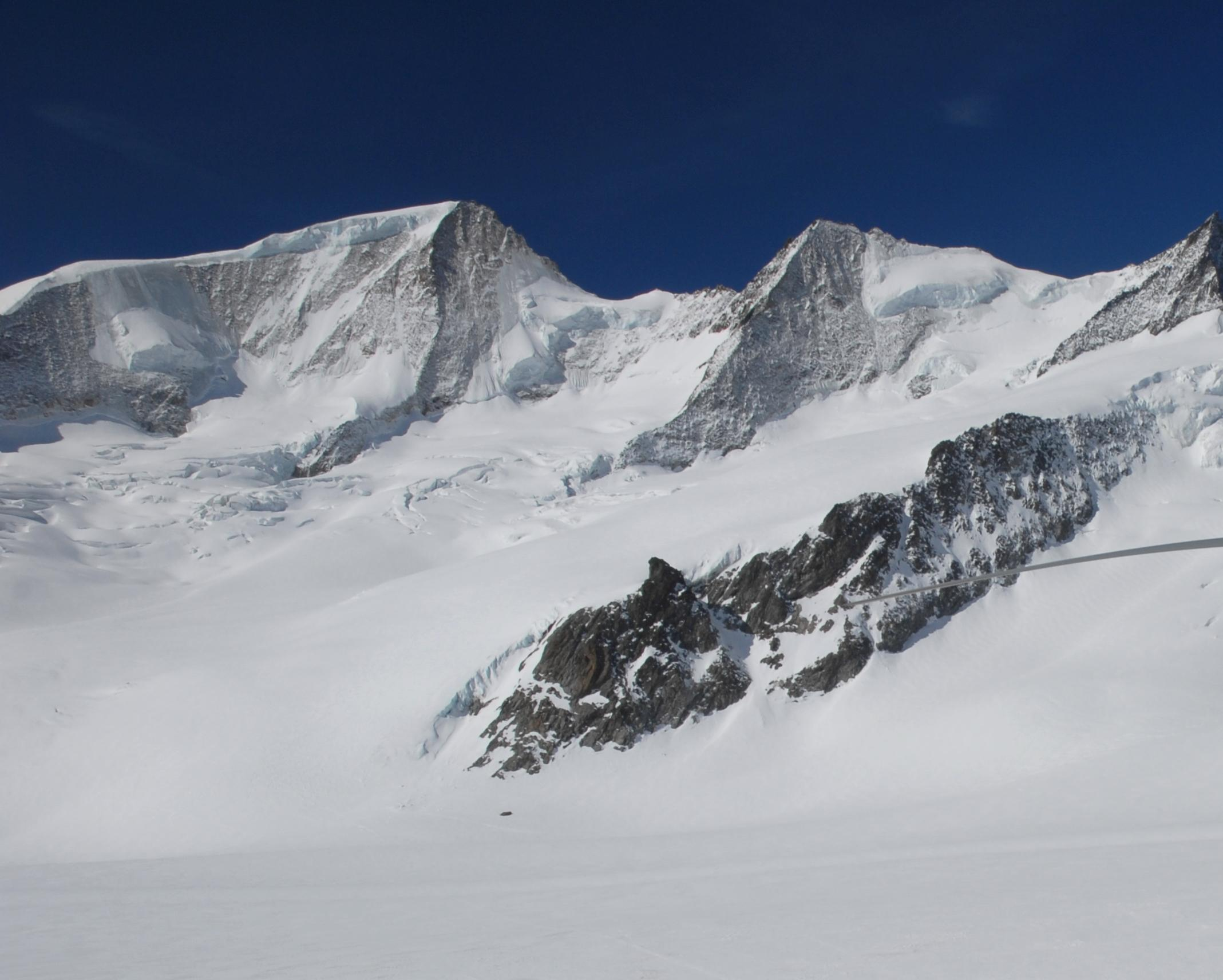
Вид на Великий Ванненгорн (зліва) від льодовика Фішер
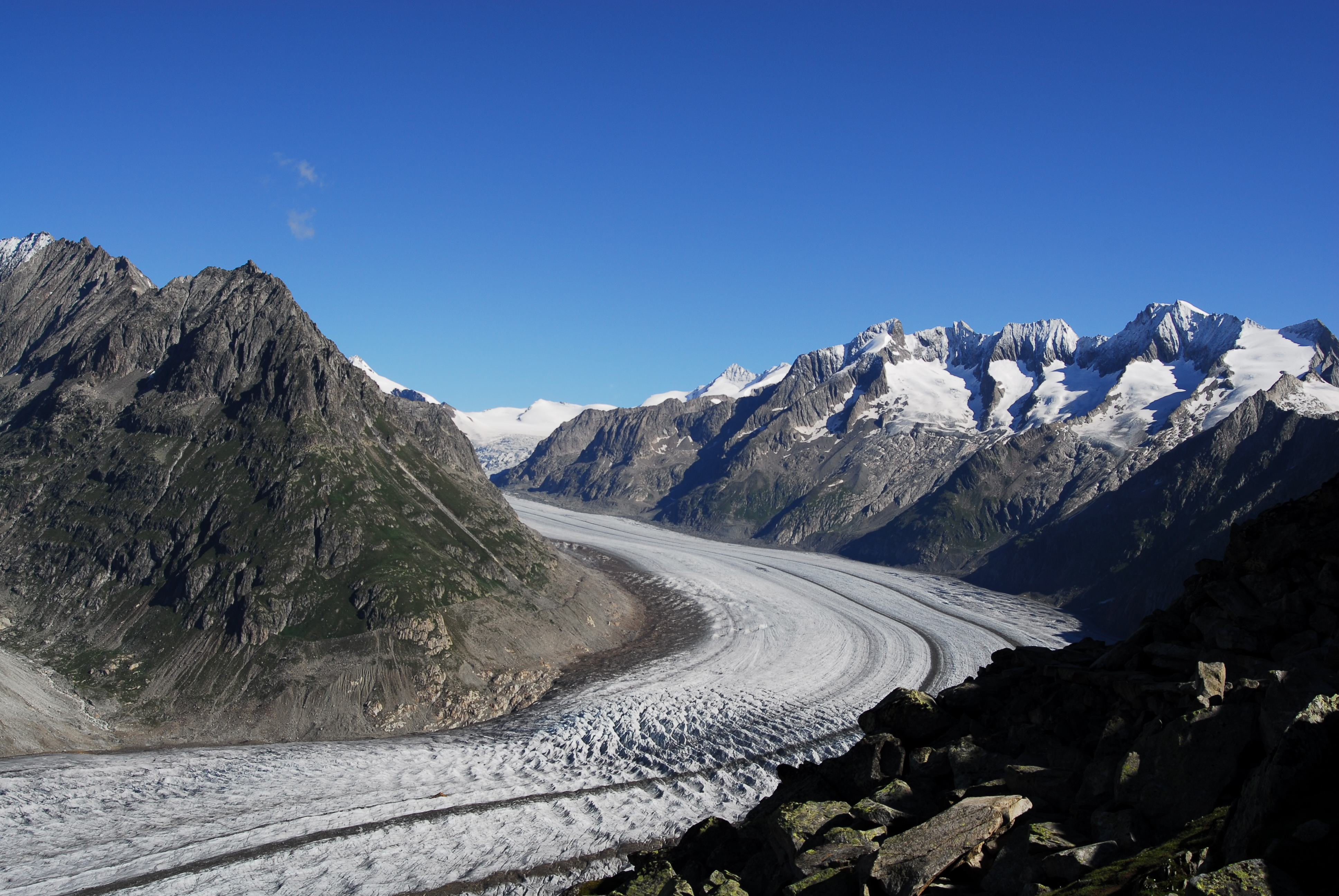
Алецький льодовик та Великий Ванненгорн (справа), вид з гори Бетмергорн